# Survey of London
Survey of London es un proyecto de investigación que tiene el objetivo de conseguir una comprensiva revisión histórica y arquitectónica del antiguo Condado de Londres. Fue fundado en 1894 por Charles Robert Ashbee, un arquitecto del movimiento Arts and Crafts y pensador social, motivado por el deseo de registrar y conservar antiguos monumentos de Londres. El primer volumen fue publicado en 1900. Al principio se trató de un esfuerzo voluntario, pero más tarde se convirtió en un proyecto patrocinado por el gobierno, actualmente organizado por la English Heritage.
La revisión consiste en una serie de volúmenes basados principalmente en el sistema parroquial histórico. Cada volumen da cuenta del área, con el suficiente estudio de la historia en general como para poner la arquitectura en el contexto y luego procede a describir las calles notables y los edificios uno por uno. Los registros son exhaustivos, repasando todas las fuentes primarias disponibles detalladamente; los edificios que reciben la más breve de las menciones en la serie Buildings of England (que es en si un enorme y detallado trabajo de referencia según la mayoría de los estándares) a veces tienen aquí miles de palabras dedicadas a ellos. Sin embargo, los primeros volúmenes publicados no hacían referencia a los edificios creados después del año 1800.
Debido a la escala del esfuerzo actual, no existen planes para ampliar el proyecto para abarcar todo el Gran Londres. Para 2009 se han publicado 47 volúmenes de la serie principal; la mayoría comprende un distrito completo, pero algunos se refieren a un solo edificio. De forma individual se han publicado 17 monografías sobre edificios. La mayor parte de los volúmenes no han sido puestos al día desde su publicación, a excepción de los que se encuentran en línea que han sido limitadamente actualizados.